# Hyperaeschrella nigribasis
Hyperaeschrella nigribasis är en fjärilsart som beskrevs av George Francis Hampson 1892. Hyperaeschrella nigribasis ingår i släktet Hyperaeschrella och familjen tandspinnare. Inga underarter finns listade i Catalogue of Life.